# 曾彥 (1886年)
曾彦（1886年—1959年9月23日），字其衡，男，广西靖西人，中华民国政治人物。

## 生平
早年留学日本，其间加入中国同盟会。1913年，曾彦任民元国会参议员。后曾彦参加反对袁世凯的活动。此后曾彦历任军务院饷械局局长兼护国军第九旅旅长、广东省财政厅厅长、总统府顾问。1927年之后，曾历任南京国民政府财政部设计委员、国民政府参议、廣西省第三選區立法院立法委员。1949年后到台湾。1959年，病逝于台湾。

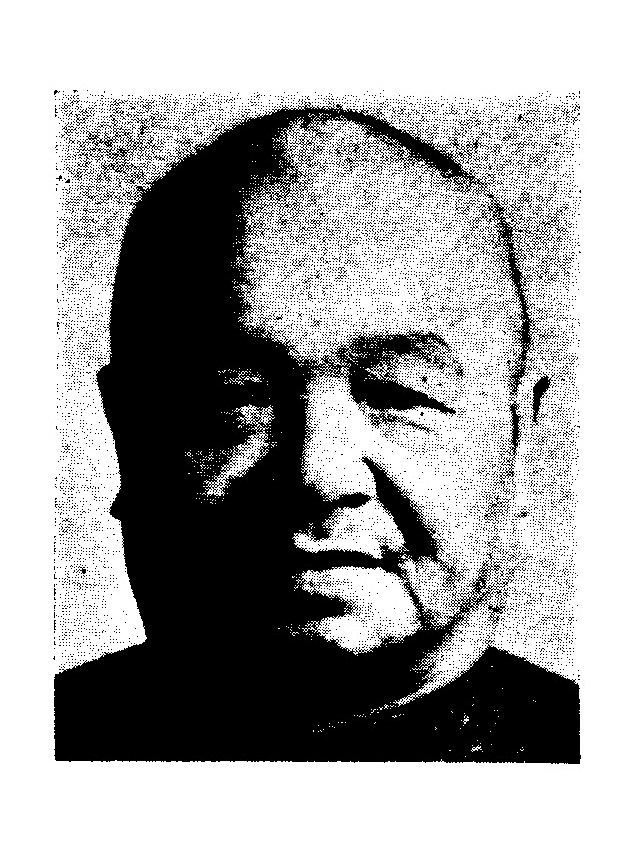
立法委員曾彥

## 外部網站
- 广西图书馆地方资源网 （页面存档备份，存于）